# Callistocypraea nivosa
Callistocypraea nivosa is een slakkensoort uit de familie van de Cypraeidae. De wetenschappelijke naam van de soort werd in 1827 voor het eerst geldig gepubliceerd door W.J. Broderip.

## Verspreiding
Deze soort is verspreid in de Golf van Bengalen langs Myanmar en Thailand en in de Stille Oceaan langs Sumatra.